# Estadio Libero Liberati
El Estadio Libero Liberati es un estadio de fútbol ubicado en la ciudad de Terni, región de Umbría, Italia. El estadio inaugurado en 1969, posee una capacidad para 22.000 personas y es la sede del Ternana Calcio de la Serie B Italiana.
El estadio lleva el nombre del motociclista Libero Liberati, nacido en la ciudad y ganador del Campeonato Mundial de 1957 en la categoría 500 cc, que falleció tragicamente en un accidente de tráfico el 5 de marzo de 1962 a la edad de 35 años.

## Historia
En la década de 1960, Ternana decidió abandonar el antiguo estadio Viale Brin, que ya era demasiado pequeño y anticuado para las necesidades del equipo.
El ayuntamiento de Terni encargó al ingeniero Leopoldo Baruchello, autor ya del proyecto del estadio Marcantonio Bentegodi de Verona, el estudio de la realización de una nueva instalación en la zona de San Martino-Dalmazia, donde desde 1930 el plan urbanístico de la ciudad preveía el uso con fines deportivos.
Baruchello decidió dar a la instalación en construcción una estructura inusual para los estándares italianos, diseñó las tribunas en una planta elíptica con tres niveles superpuestos (o "anillos") (con un entrepiso ulterior en el lado occidental, donde se creó la tribuna de prensa) y las "curvas" sin la sección central. El proyecto también tuvo un valor multideportivo, ya que alrededor del campo de fútbol se construyó también una pista de atletismo.
Una vez finalizadas las obras, el estadio fue inaugurado el 24 de agosto de 1969 con un partido amistoso entre el Ternana y el club brasileño del Palmeiras, que terminó con victoria para la visita por 0-2.
Originalmente las gradas eran capaces de albergar grandes multitudes, durante un partido Ternana - AS Roma de la Serie A el estadio registró su máxima asistencia, con 35.316 espectadores. El posterior endurecimiento de las normas de seguridad ha limitado gradualmente el aforo máximo, incluso por debajo de los 20.000 asientos.

### Partidos internacionales
El estadio Libero Liberati ha acogido dos partidos amistosos de la Selección de fútbol de Italia: el primero, disputado el 13 de febrero de 1991 contra Bélgica y que terminó con un resultado de 0-0; El segundo, disputado el 24 de enero de 1996 contra Gales y que terminó con un resultado de 3-0 a favor de los azzurri.

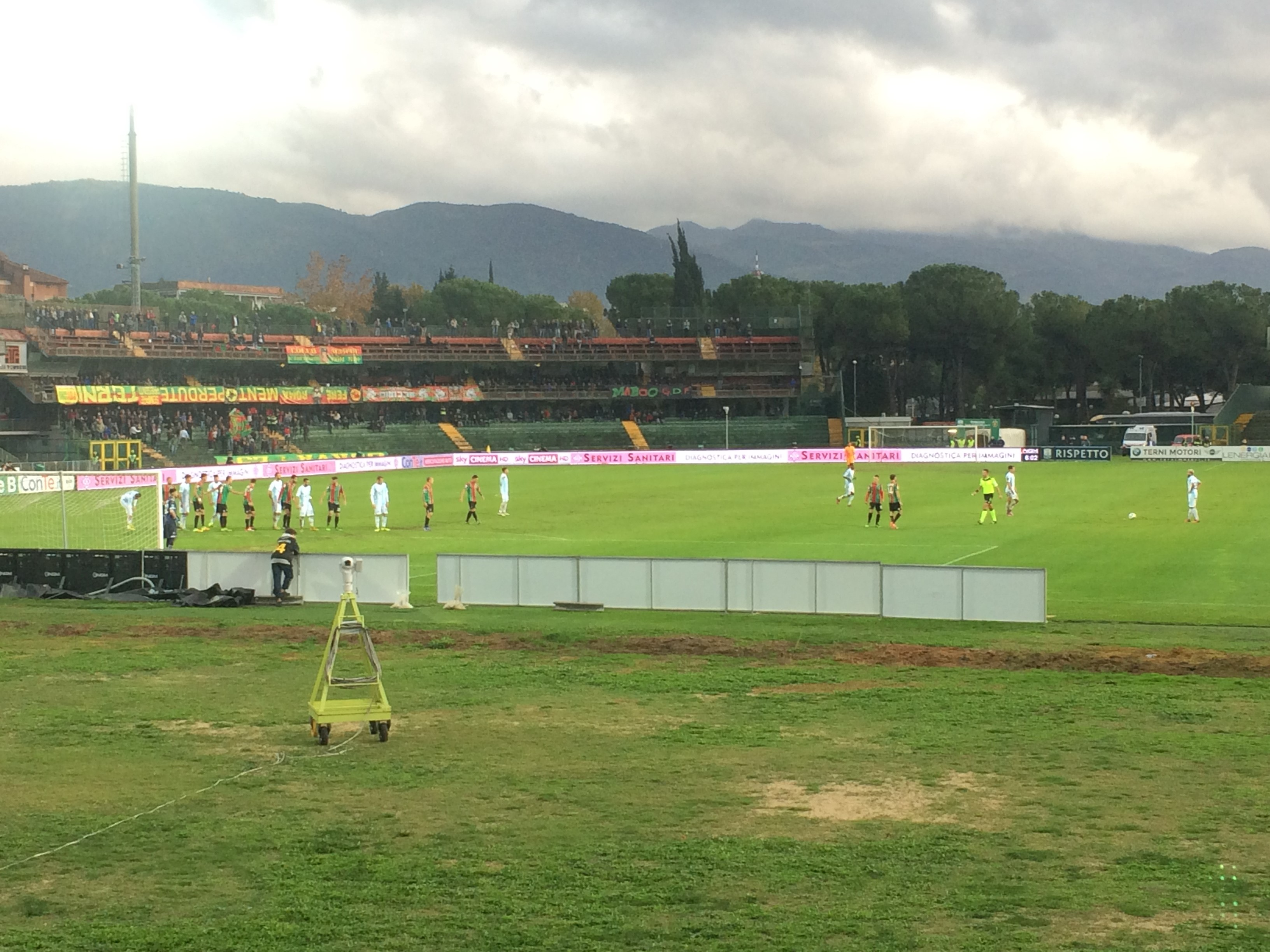
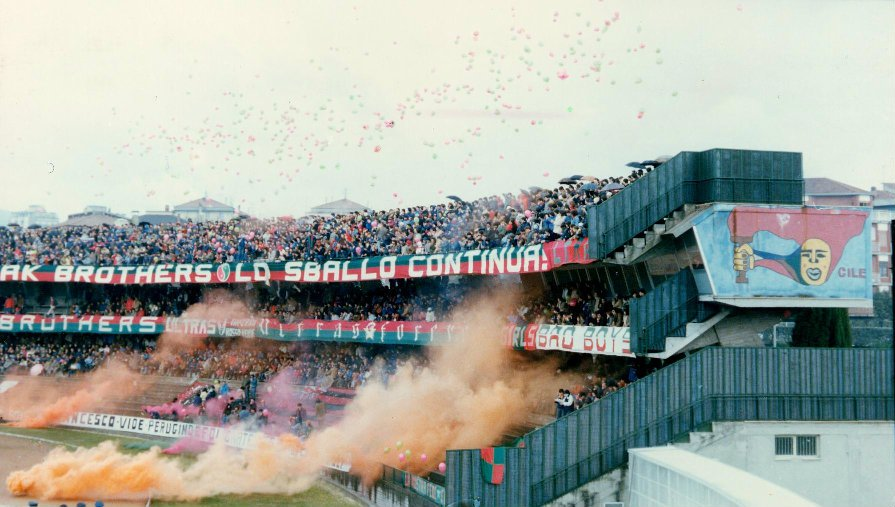
El estadio en 1983.